# Костянтин (співімператор)
Костянтин (800/810 — після 820) — співімператор Візантійської імперії в 813—820 роках.

## Життєпис
Походив з впливового вірменського роду Арцрунідів. Син стратега Льва та Феодосії. Народився між 800 та 810 роками. Його хрещеним батьком був близький друг родини Михайло Рангаве. Здобув класичну освіту. При народженні отримав ім'я Смбат, яке згодом мало грецький варіант Саббатій. У цей час батько просувався кар'єрними щаблями (за імператорів Никифора I та Михайла I).
У 811 році Лев стає імператором, невдовзі призначає Смбата цезарем. У 813 році стає співімператором батька, змінивши ім'я на Костянтин. 815 року головував на Константинопольському соборі, який знову затвердив політику іконоборства. Втім з огляду на молодий вік не мав значного впливу на політику.
У 820 році Льва V було повалено. За наказом нового імператора Михайла II Костянтин та трьох його братів кастровано, а потім насильно пострижено у ченці. Слідом за цим разом з матір'ю відправлено на о. Проте (один з Принцевих островів в Мармуровому морі). Тут Костянтин перебував до скону. дата смерті невідома.